# 80 Dywizja Piechoty (Imperium Rosyjskie)
80 Dywizja Piechoty (ros. 80-я пех. дивизия) – rezerwowa dywizja piechoty Imperium Rosyjskiego z okresu działań zbrojnych I wojny światowej.
Powstała z 45 Dywizji Piechoty z Penzy (16 Korpus Armijny, 4 Armia).

## Struktura organizacyjna
Lipiec 1914:
- dowództwo dywizji
- 317 Drijski pułk piechoty
- 318 Czarnojarski pułk piechoty
- 319 Bugulmiński pułk piechoty
- 320 Czembarski pułk piechoty